# Geta (calzatura)
I geta (下駄?) sono dei sandali tradizionali giapponesi a metà tra gli zoccoli e le infradito. Sono un tipo di calzatura con una suola in legno rialzata da due tasselli, tenuta sul piede con una stringa che divide l'alluce dalle altre dita del piede. 

## Descrizione
La calzatura consta di una tavoletta di legno grezzo, chiamata dai (台, supporto), con una stringa di tessuto chiamata hanao (鼻緒) che passa tra l'alluce ed il secondo dito. I due tasselli sotto la suola vengono chiamati ha (歯, denti); anch'essi sono in legno, di solito di kiri (桐, paulownia), ed emettono un suono particolare a contatto col suolo, che è chiamato カランコロン o karankoron. Questo suono talvolta viene menzionato come uno dei suoni quotidiani che mancano di più ai giapponesi anziani nella vita moderna.
Il dai può variare molto: la forma può essere ovale (ritenuto più femminile) o rettangolare (ritenuto più virile), il colore può essere naturale, laccato o dipinto. Anche l'ha può variare, ad esempio, i tengu-geta hanno un tassello unico al centro della suola, mentre esiste un tipo poco comune di geta che ha tre tasselli. I tasselli non sono separati, ovvero l'intera scarpa, di solito, viene ottenuta lavorando un solo blocco di legno; inoltre, gli ha possono avere una base di gomma, incollata alle estremità.

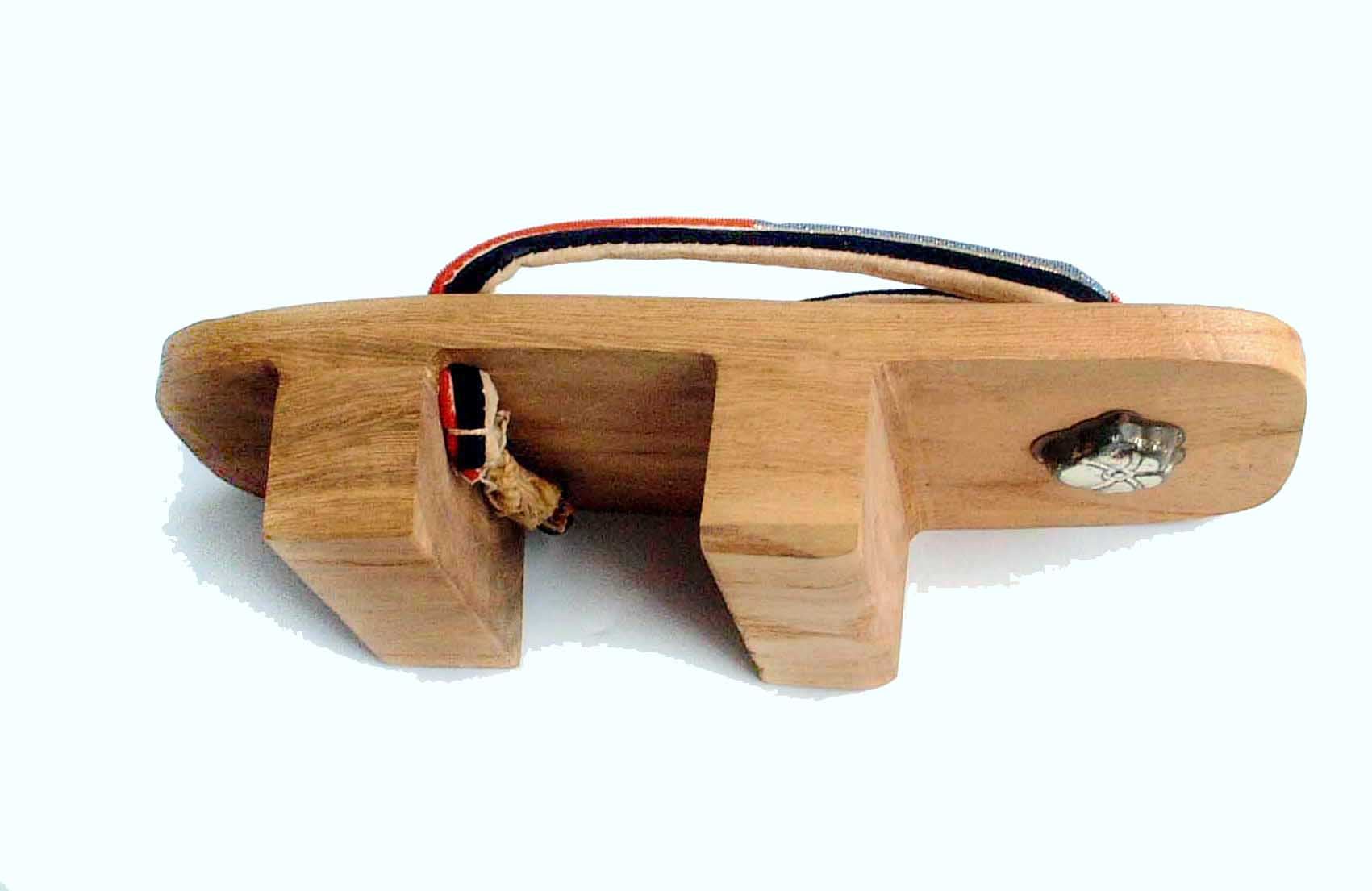
Un geta visto lateralmente

L'hanao può essere più o meno largo, rigido e di vari tessuti. Il cotone con stampati motivi tradizionali giapponesi è molto popolare ma esistono versioni in vinile e pelle. All'interno dell'hanao c'è una corda (recentemente sintetica ma tradizionalmente di canapa) che viene annodata in modo particolare nei tre fori del dai e talvolta può esserci un'imbottitura. L'hanao può essere cambiato se consumato e viene posto tra le prime due dita del piede e al centro della suola perché se non posizionato in quel punto, i geta, camminando, entrerebbero in collisione tra loro.
Recentemente sono entrati in commercio dei geta con fattezze più occidentali, con una forma più arrotondata e con un dai ergonomico, un tacco unico come negli zoccoli invece che due tasselli distinti e una stringa laterale come nelle infradito.

## Occasioni
Vengono indossate con gli abiti tradizionali giapponesi, come gli yukata e meno frequentemente con i kimono, ma durante l'estate (in Giappone) vengono portate anche con abiti occidentali. Grazie alla suola fortemente rialzata, con la neve o la pioggia, vengono preferite ad altri sandali tradizionali come gli zōri. Generalmente, i geta, vengono portati sia senza calzini che con appositi calzini chiamati tabi.

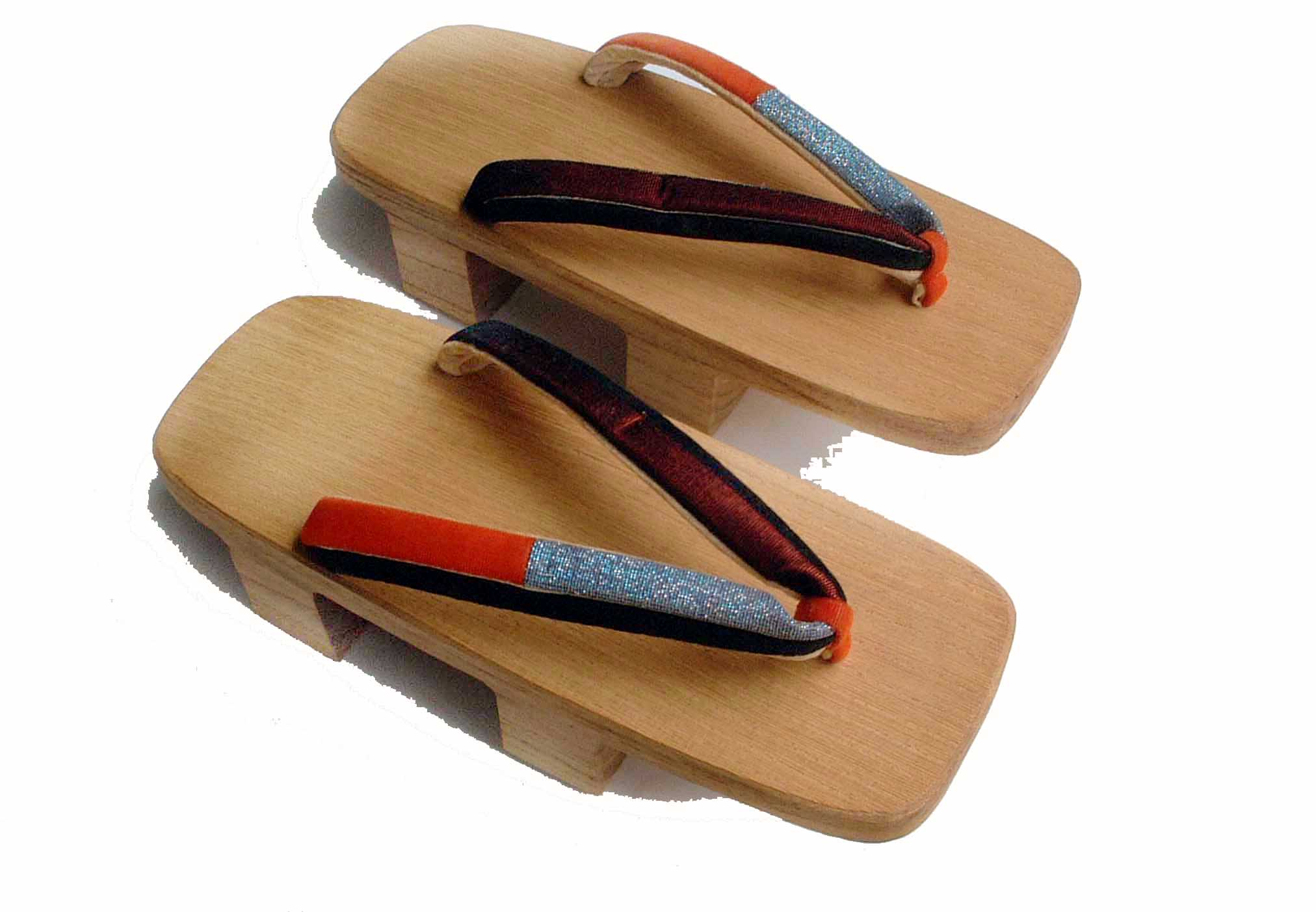
Un paio di geta

Questi sandali vengono indossati anche dalle apprendiste geisha, le maiko, che portano dei geta particolari chiamati okobo, simili alle chopine in voga nella Venezia rinascimentale. Gli okobo sono chiamate anche pokkuri e koppori e vengono indossati anche dalle ragazze molto giovani oltre che dalle maiko. A differenza dei geta veri e propri, non hanno due tasselli sotto la suola, ma un tacco unico simile ad una zeppa scavato nella parte anteriore del piede, parte che quindi non poggia per terra normalmente. La stringa degli okobo è solitamente di colore rosso e a differenza delle geta, queste calzature non vengono portate con gli yukata ma con dei kimono molto formali. I lottatori professionisti giapponesi di sumo che fanno parte dei gradi più bassi della disciplina, devono indossare sempre uno yukata e i geta. Il suono dei geta sul suolo è infatti una delle cose che i lottatori di sumo sperano di lasciarsi alle spalle quanto prima possibile.

## Tradizione
- Un tradizionale proverbio giapponese è: non sai fino a che non hai indossato i geta, che significa non puoi tirare le somme fino a quando il gioco non finisce.
- Secondo la superstizione giapponese, rompere la stringa (l'hanao) di un geta porta sfortuna.